# James Whale (presentator)
Michael James Whale (Ewell, 13 mei 1951 – 4 augustus 2025) was een Britse radio-dj, televisiepresentator, podcastpresentator en schrijver.

## Carrière
Whale begon zijn radiocarrière in 1974 bij Metro Radio in Newcastle. Eind jaren tachtig verwierf hij met een nieuwe stijl, geïnspireerd op die van de Amerikaanse radiopresentator Howard Stern, bekendheid als gastheer van The James Whale Radio Show op Radio Aire in Leeds.
Van 1995 tot 2008 presenteerde Whale een nachtelijk radioprogramma op de zender talkSPORT tot hij ontslagen werd omdat hij zijn luisteraars tweemaal had opgeroepen om op Boris Johnson te stemmen. Daarnaast is hij werkzaam geweest bij verschillende BBC-radiostations. In 2016 nam Whale deel aan Celebrity Big Brother. Hij werd negende.
Whale was anno 2024 presentator van zowel zijn podcast The James Whale Show als een nachtelijk radioprogramma op talkRADIO en TalkTV.

## Privéleven
Whale is de zoon van een Engelse vader en een Welshe moeder. Zijn vader was werkzaam in de familiezaak die jurken, schorten en overalls produceerde. Zijn moeder was een professioneel balletdanseres.
Whale trouwde in 1970 en kreeg uit dit huwelijk twee zonen. In 1997 kwam de achttien maanden durende affaire van Whale met een luisteraar van zijn radioprogramma aan het licht. Op 12 mei 2018 overleed zijn echtgenote.
Op zijn 70e verjaardag, in 2021, kondigde Whale op Twitter zijn verloving aan zonder de identiteit van zijn verloofde te onthullen. In oktober trad hij voor de tweede maal in het huwelijk tijdens een ceremonie in Tenterden.

### Ziekte
In februari 2000 kreeg Whale de diagnose nierkanker. Hij had geen symptomen ervaren totdat hij bloed in zijn urine opmerkte, veroorzaakt door een grote tumor in zijn linkernier. Hij onderging een operatie met een overlevingskans van 50% en besloot om daarna geen chemotherapie te ondergaan. In 2006 richtte hij het 'James Whale Fund for Kidney Cancer' op om onderzoek te financieren en bewustwording van de ziekte te bevorderen. Het fonds kreeg in 2016 de naam 'Kidney Cancer UK'. In augustus 2020 maakte Whale bekend dat zijn kanker was uitgezaaid naar zijn wervelkolom, hersenen en longen. Op 4 augustus 2025 overleed Whale aan deze ziekte. Hij werd 74 jaar oud.